# Marcio Mattos

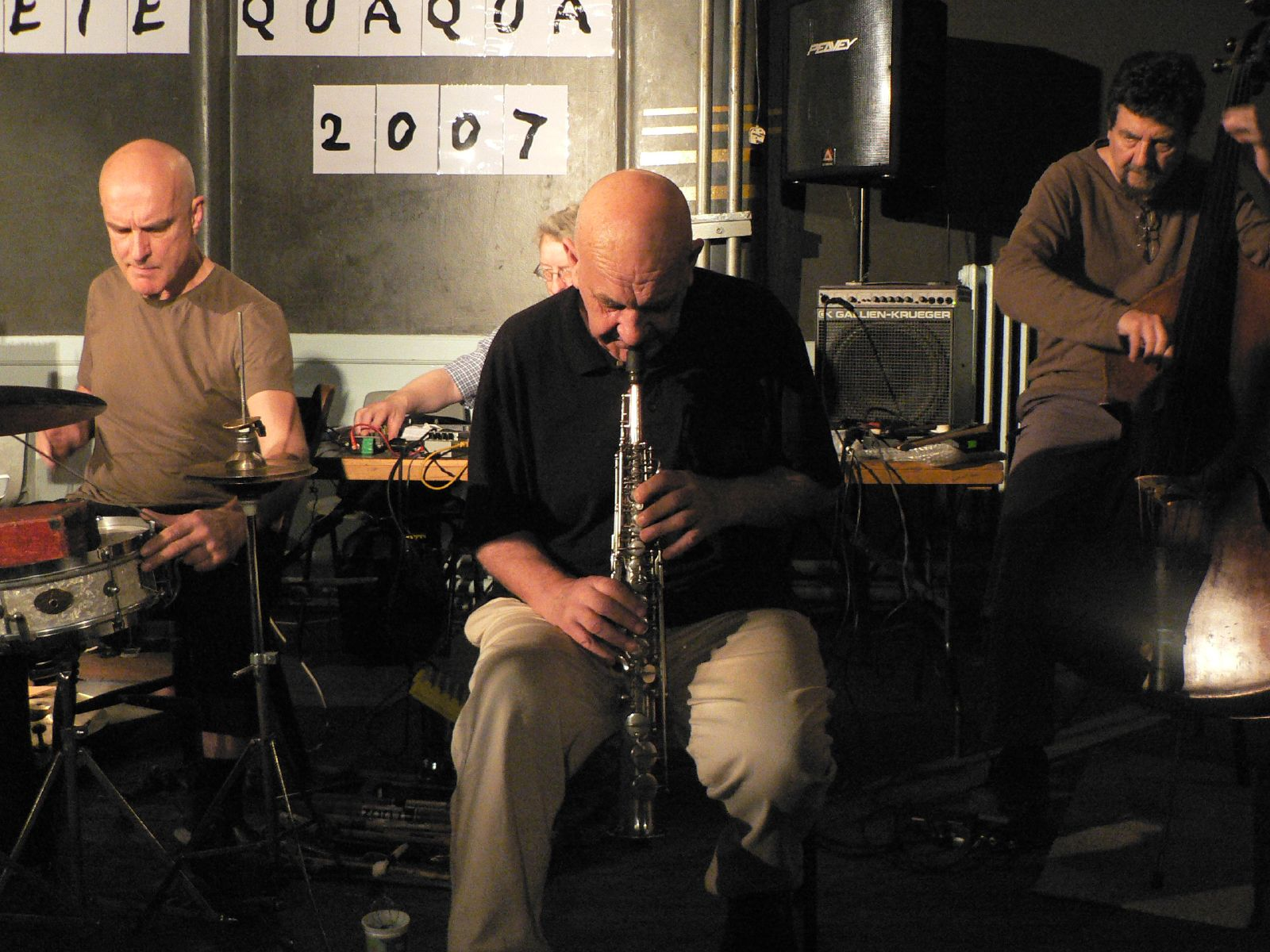
Marcio Mattos (rechts) mit Lol Coxhill (Mitte) und Roger Turner (2007)

Marcio Mattos (* 20. März 1946 in Rio de Janeiro) ist ein in England lebender Musiker (Kontrabass, Cello) der freien Improvisationsmusik und Keramiker.

## Leben und Wirken
Mattos lernte als Jugendlicher akustische Gitarre und wechselte beeinflusst durch den Jazz als Autodidakt zum Bass. Während seiner Ausbildung im Institut Villa-Lobos in Rio beschäftigte er sich intensiver mit Improvisation und mit elektronischer Musik. 1970 migrierte er nach Großbritannien, wo er zunächst mit John Surman, John Stevens und Keith Tippett arbeitete. Er nahm mit dem Spontaneous Music Ensemble auf und spielte in Ken Hyders „Talisker“, bevor er Mitglied des Quartetts von Eddie Prévost wurde. Er trat in verschiedenen Formationen von Elton Dean und mit Derek Bailey auf, aber auch mit Dewey Redman und mit Marilyn Crispell. Daneben arbeitete er mit Ballettgruppen wie dem Ballet Rambert und der Extemporary Dance Theatre Company, machte aber auch elektroakustische Musik mit dem „West Square Electronic Music Ensemble“. Weiterhin arbeitete er mit Georg Gräwes „GrubenklangOrchester“, in verschiedenen Formationen um Evan Parker, mit Chris Burn und mit Tony Oxleys „Celebration Orchestra“. Mit Chris Biscoe, Brian Godding und Tony Marsh trat er als „Full Monte“ auf und improvisierte mit Maggie Nicols, mit Michael Vatcher, mit Paul Dunmall und mit John Butcher. Er ist Mitglied des „Bardo State Orchestra“ und des „London Improvisers Orchestra“, spielt mit Phil Minton, Fred Van Hove und Martin Blume in der Gruppe AXON und tritt in Japan mit Musikern wie Shiku Yano, Akemi Kuniyoshi, Sabu Toyozumi und Keiko Midorikawa auf. 2006 wirkte er in Evan Parkers Transatlantic Art Ensemble (Boustrophedon) mit.
Daneben ist Mattos seit einer Ausbildung am Goldsmiths College (1981 bis 1984) als Bildender Künstler aktiv; er arbeitet insbesondere mit Ton und hat international in diversen Galerien und Ausstellungen seine Arbeiten präsentiert.